# Battaglia di Fehrbellin (1758)
La battaglia di Fehrbellin del 1758 fu una battaglia combattuta tra Svezia e Prussia il 28 settembre 1758 durante la guerra dei sette anni, nei pressi della città di Fehrbellin.
Le forze prussiane comandate dal generale Carl Heinrich von Wedel stavano cercando di bloccare l'avanzata svedese nel Brandeburgo. Le forze svedesi avevano il controllo della città di Fehrbellin con un cannone posto a ciascuna delle tre entrate della città.
I prussiani giunti sul posto cercarono di aprirsi un varco nella Mühlenthor, il cancello occidentale. Ad ogni modo il nemico venne rinforzato e pertanto i prussiani, che non erano riusciti a bruciare il ponte di collegamento con la città, vennero costretti a ritirarsi.
Gli svedesi persero nello scontro 23 ufficiali e 322 soldati. Le perdite prussiane furono minime in confronto.